# Lena (cantante)
Lena, pseudonimo di Lena Johanna Therese Meyer-Landrut (Hannover, 23 maggio 1991), è una cantante e doppiatrice tedesca.
Vincitrice dell'Eurovision Song Contest 2010 con Satellite, nell'anno di tale affermazione divenne anche la prima artista ad aver classificato tre brani tra i primi cinque singoli più venduti in Germania (il citato Satellite, Bee e Love Me).

## Biografia
Nata ad Hannover nel 1991, Lena è nipote di Andreas Meyer-Landrut, ambasciatore tedesco occidentale in URSS in due riprese tra il 1980 e il 1989.
A cinque anni iniziò a prendere lezioni di danza e si cimentò dapprima nel balletto, successivamente virando verso stili di ballo più moderni come hip hop e jazz.
In seguito passata al canto e alla recitazione senza alcun insegnamento formale, apparve in diverse serie televisive in patria.
Nel 2010, mentre stava completando gli studi superiori e conseguendo il diploma, prese parte al talent show Unser Star für Oslo (La nostra stella per Oslo), programma televisivo nazionale ideato per selezionare il rappresentante tedesco all'Eurofestival di quell'anno in programma a Oslo, in Norvegia.
La cover con cui si presentò fu quella di My Same della britannica Adele, e le valse il favore del pubblico; grazie a interpretazioni del repertorio meno conosciuto dei Bird and the Bee, Kate Nash, Paolo Nutini e Lisa Mitchell riuscì a guadagnare la finale, in cui la scelta della canzone da interpretare fra tre inediti, Bee, Love Me e Satellite, fu affidata a un televoto, che designò quest'ultimo brano, che fu anche quello con cui Lena vinse la selezione e presentò in gara all'Eurofestival.
Il 29 maggio successivo a Oslo Lena vinse la competizione canora continentale staccando di 76 punti il gruppo turco maNga, classificatosi alla piazza d'onore; il suo successo giunse a 28 anni da quello di Nicole Hohloch, impostasi in Gran Bretagna nel 1982 in rappresentanza della Germania Ovest e prima tedesca in assoluto a vincere l'Eurofestival.
Il singolo Satellite entrò in classifica nazionale direttamente al primo posto e ricevette il riconoscimento doppio platino; l'LP da cui tale singolo è tratto, My Cassette Player, pubblicato il 7 maggio 2010, comprende anche Love Me e Bee insieme ad altri inediti e cover interpretate nel corso di Unser Star für Oslo.
Anche l'album debuttò al primo posto nella classifica di categoria in Germania nonché al terzo posto in Austria e in Svizzera e al quinto di quella europea secondo Billboard nella settimana del 29 maggio 2010.
Inoltre, i tre singoli estratti dall'album (Satellite, Bee e Love Me figurarono contemporaneamente nella Top Five tedesca, evento mai accaduto prima per un singolo artista.
Nella successiva edizione dell'Eurofestival, che la Germania ospitò come Paese del cantante campione in carica, fu ancora Lena a esibirsi, gareggiando con il brano Taken by a Stranger che si classificò al decimo posto finale.
Nell'esibizione di apertura dello spettacolo, Lena reinterpretò Satelite in chiave rockabilly in duetto con Stefan Raab.
In una delle sue prime interviste da personaggio pubblico Lena affermò di non volersi limitare alla musica, attività che escluse di poter praticare per sempre, e di voler studiare recitazione.
Negli anni seguenti ebbe diverse esperienze televisive, ma emerse anche come doppiatrice grazie alle sue qualità vocali: tra le altre, è la voce di Shelly nella versione tedesca del film Le avventure di Sammy del 2010, di Jane in Tarzan 3D del 2014 e Poppy in Trolls del 2016.
Tra i musicisti da lei dichiarati più influenti per il suo stile figurano la citata Adele e l'altra artista britannica Kate Nash, la statunitense Vanessa Carlton e, tra i compatrioti, il cantante Clueso e il gruppo pop rock Wir sind Helden.
Dal 2013 al 2016 e nuovamente nelle edizioni 2019 e 2020, ha fatto parte della giuria della versione tedesca di The Voice Kids. Vi è poi tornata per la decima edizione (2022), uscendo successivamente due anni dopo, diventando così il giudice più presente del talent show.
Il 17 maggio 2021, dopo quattro mesi di inattività, elimina tutti i post dal suo profilo Instagram, segno di un imminente ritorno discografico, cosa che avviene realmente il giorno dopo con l'annuncio dell'uscita del primo dei tre EP, dal titolo Optimistic, fuori su tutte le piattaforme digitali dal mezzogiorno del 21 maggio, a due giorni del suo trentesimo compleanno. Il 23, annuncia il secondo EP intitolato Kind, in uscita invece il 25 maggio. Il trittico di questi lavori discografici si conclude tre giorni più tardi, con la pubblicazione di Confident.
La settimana dopo, il 4 giugno, è la volta del nuovo singolo Strip, di cui - a dicembre - ne viene rilasciata una nuova versione natalizia. 
Il 24 giugno 2022, preceduto da un mini concerto su TikTok, esce il nuovo singolo: Looking for Love che poi esegue - il successivo 9 ottobre - aprendo la cerimonia del sorteggio delle qualificazioni al campionato europeo di calcio 2024, tenutasi a Francoforte.
Tra il 2023 e il 2024, due nuovi singoli precedono l'uscita a maggio del sesto album, intitolato Loyal to Myself. Tuttavia, da luglio 2024, la cantante interrompe ogni contatto social, scomparendo di fatto dalla scena pubblica. 

## Discografia

### Album in studio
- 2010 – My Cassette Player
- 2011 – Good News
- 2012 – Stardust
- 2015 – Crystal Sky
- 2019 – Only Love, L
- 2024 – Loyal to Myself

### EP
- 2013 – Mr. Arrow Key
- 2021 – Optimistic
- 2021 – Kind
- 2021 – Confident

### Singoli
- 2010 – Satellite
- 2010 – Bee
- 2010 – Love Me
- 2010 – Touch a New Day
- 2011 – Taken by a Stranger
- 2011 – What a Man
- 2012 – Stardust
- 2013 – Neon (Lonely People)
- 2015 – Traffic Lights
- 2015 – Wild & Free
- 2016 – Beat to My Melody
- 2017 – Lost in You
- 2017 – If I Wasn't Your Daughter
- 2018 – Thank You
- 2019 – Don't Lie to Me
- 2019 – Sex in the Morning
- 2019 – Better (con Nico Santos)
- 2020 – Skinny Bitch
- 2021 – Strip
- 2021 – Strip cozy Winter Version
- 2022 – Looking for Love
- 2023 – What I Want
- 2024 - Loyal to Myself

## Filmografia

### Doppiatrice
- Le avventure di Sammy: Shelly (2010)
- Tarzan 3D: Jane (2013)
- Trolls: Poppy (2016)
- Wonder Park: June (2019)

## Televisione
- The Voice Kids (2013 - 2016, 2019 - 2020, 2022 -2024)